# パランガ国際空港
パランガ国際空港（リトアニア語: Tarptautinis Palangos oro uostas、IATA：PLQ、ICAO：EYPA）はバルト海に近いリトアニア西部の町、パランガにある国際空港。リトアニア国内でヴィリニュス国際空港、カウナス国際空港についで旅客数が多く、約200人が空港施設で働いている。中近距離の路線中心だが、2007年に空港施設の拡張が完了したことにより、長距離路線の発着も可能になった。1993年以来毎年利用者数は増えていて、特にリトアニアがEUに加盟した2004年は前年の2003年に比べて60%も増加した。

## 就航航空会社及び就航都市
| 航空会社                 | 就航地                                                 |
| ------------------------ | ------------------------------------------------------ |
| エア・バルティック       | リガ（週4便）                                          |
| エア・リトゥアニカ       | ダブリン（不定期）、ロンドン（ガトウィック）（不定期） |
| ノルウェー・エアシャトル | オスロ（週1便）                                        |
| スカンジナビア航空       | コペンハーゲン（1日1～2便）                            |

## 沿革
- 1937年 - 現在のターミナルより東に約7kmの場所で開港。リトアニア空軍パイロットが訓練に使用。
- 1939年 - リトアニアで最初の定期便がカウナス-パランガ間に就航。
- 1940年~1941年、1945年~1963年 - ソ連軍が使用。第二次世界大戦中に滑走路及び空港施設が現在の場所に移動。
- 1963年 - 民間空港になる。
- 1991年 - 再び国営空港になる。
- 1994年~1997年 - 施設が改装され、旅客サービスや荷物処理が機械化される。

## 利用者数の推移
| 年   | 利用者数 |
| ---- | -------- |
| 2001 | 45 660   |
| 2002 | 45 971   |
| 2003 | 46 666   |
| 2004 | 76 020   |
| 2005 | 94 000   |
| 2006 | 110 828  |
| 2007 | 93 379   |
| 2008 | 101 586  |
| 2009 | 104 602  |
| 2010 | 102 528  |
| 2011 | 111 133  |
| 2012 | 128 169  |